# 1330-ті
Пізнє Середньовіччя •  Реконкіста  •  Авіньйонський полон пап  •  Монгольська імперія

## Події

### Руські землі
У Галицько-Волинському князівстві правив Юрій II Болеслав із династії П'ястів. 1338 року він заповів свої володіння польському королю Казимиру III, а 1340 року його вбили. Казимир III почав окупацію Галичини, однак на ці ж землі претендували також литовські князі, що розпочало війну за галицько-волинську спадщину між Польщею та Литвою.  
У Києві з 1331 року княжив Федір-Гліб Іванович. 
У Заліській Русі, що все ще перебувала під Ордою, до 1340 року правив Іван Калита. Після його смерті ярлик на правління отримав Симеон Гордий. Ще раніше, 1337 року, Олександр Михайлович Тверський отримав в Орді ярлик на право повернутися в Твер. 

### Початок Столітньої війни
24 травня 1337 року французький король Філіп VI Валуа відібрав в англійського короля Едуарда III Гієнь попри складену Едуардом васальну присягу. 7 жовтня Едуард III денонсував присягу й оголосив свої права на французький трон. Бойові дії розпочалися у Фландрії. Наприкінці року владу там захопив місцевий повстанець проти французів Якоб ван Артевелде. Міста Гент, Брюгге та Іпр утворили союз. 
Претензії Едуарда III на французький трон підтримав імператор Священної Римської імперії Людвиг Баварський. Він також проголосив маніфест  Fidem Catholicam, що стверджував рівність імператора з папою римським.
Французькі війська увійшли в Гієнь, а англійці висадилися в Анвері, згрупували сили біля Мехелена і взяли в облогу Камбре. 1340 року сторони уклали перемир'я.

### Східна Європа
1331 року відбулася битва під Пловцями, в якій зійшлися війська польського короля Владислава Локетека та Тевтонського ордену. Жодній зі сторін не вдалося добитися вирішальної переваги.  Владислав Локетек помер 1332 року, й королівство успадкував після нього Казимир III, прозваний пізніше Великим. 
1331 року Стефан Душан скинув з трону свого батька й став королем Сербії.  
1331 року відбувся також переворот в Болгарії. На зміну Івану Стефану прийшов Іван Александр, якому протегувала Візантія.

### Південна Європа
1331 року за посередництва неаполітанського короля Роберта гвельфи та гібеліни Генуезької республіки уклали між собою мир. 
1334 року помер Папа Іоанн XXII і розпочався понтифікат Бенедикта XII. Резиденція пап надалі залишалася в Авіньйоні.

### Північна Європа
1332 року помер король Данії Хрістофер II, після чого в країні почався період безладу. Це дозволило королю Швеції та Норвегії Магнусу Еріксону придбати в данців Сконе. 1340 року, після 8 років безвладдя, королем Данії обрано Вальдемара IV.

### Азія
1331 року в Японії розпочалася війна Ґенко, що призвела до повалення самурайського роду Ходзьо, а надалі й сьогунату Камакури. Це сталося 1333 року, коли сили, вірні імператору Ґо-Дайґо, під командуванням Нітти Йосісади захопили Камакуру. Розпочався короткий період реставрації Кемму. 1335 року в країні спалахнуло повстання проти імператора Ґо-Дайґо, правління якого ставало дедалі деспотичнішим.  Одним з очільників заколоту став Такаудзі Асікаґа. 1336 року  лояльні імператору війська зазнали поразки від сил Такаудзі Асікаґи в битві на річці Мінато. Полководець Кусунокі Масасіґе вчинив ритуальне самогубство. Ґо-Дайґо втік в Йосіно, де утворив Південний двір, тоді як у Північному дворі в  Кіото сів новий імператор Комьо. 1338 року Асікаґа Такаудзі отримав посаду сьогуна. Встановився сьоґунат Муроматі.
1333 року  великим ханом монголів та останнім імператором династії Юань став Тоґон-Темур. У Китаї упродовж десятиліття розпочалася епідемія чуми, що добереться до Європи приблизно через десять років і отримає назву Чорної смерті. У 1333-1334 роках чума разом із голодом забрала життя в 6 мільйонів китайців.
Відбулися значні зміни в інших частинах Монгольської імперії. Держава Ільханів на території Персії та Месопотамії розсипалася. Поділився на дві частини Чагатайський улус, одна з яких зберігала вірність монгольським звичаям, тоді як в іншій запанував іслам.
Геогрій V Багратіоні, скориставшись занепадом Ільханів, зумів звільнити Грузію від монголів.
1336 року на півдні Індії внаслідок повстання проти Делійського султанату виникла Віджаянагарська імперія.